# Look at Me (canción de XXXTentacion)
«Look at Me» (estilizada como «Look at Me!»)  —en español: ‘Mírame!’— es el sencillo debut del rapero estadounidense XXXTentacion. Se lanzó el 30 de diciembre de 2015 en SoundCloud, el 29 de enero de 2016 como descarga digital, convirtiéndose en un éxito instantáneo después de su lanzamiento inicial hasta enero de 2017.
La canción fue aclamada por la crítica debido a su producción y al estilo de rap de XXXTentacion, y alcanzó el puesto número 34 en el Billboard Hot 100. Actualmente cuenta con casi 200  millones de reproducciones desde su incorporación a SoundCloud, así como más de 600 millones de reproducciones en YouTube. El 14 de agosto de 2017 fue certificada platino por Recording Industry Association of America (RIAA), con más de un millón de unidades equivalentes únicas.
La canción está clasificada como una de las 100 canciones que definieron la década de 2010 por Billboard.

## Antecedentes
En anotaciones verificadas agregadas junto con las letras de las canciones en Genius, Cristian Rojas, coproductor de la canción, habló sobre cómo surgió la canción:

Un día, X y yo estábamos sentados en la cuna pasando por ritmos y él realmente no estaba tocando con ninguno de ellos, y luego el último que le mostré fue ese latido, y me dijo: "Rojas, ¡este es!" En 15 minutos, se hizo. X ya sabía toda la canción en su cabeza antes de hacerla. Él es creativo como la mierda. X decidió distorsionar toda la pista en uno.

También habló sobre el ritmo:

Lo hicimos en el estudio de Jimmy Duval. El ritmo se hizo en realidad para Retch, cuando llegó a Miami después de haber tenido un espectáculo en Tampa. Se estaba quedando en la cuna de Jimmy después de que los presentara, cuando Jimmy y yo decidimos trabajar en algunas cosas para Retch. Ahí fue cuando hicimos ritmo de «Look at Me!». Nunca pudimos enviarselo a Retch porque fue a la cárcel y perdí el contacto con él y su gerencia.

Por último, como surgió el sample:

Un par de meses antes de que lo probara, estaba escuchando una canción de Young Roddy «Water». Pensé que la muestra era muy difícil y quería usarla, pero fallé tantas veces antes de hacerlo bien.

## Composición
La pista contiene un tempo de 139 BPM, contiene un sample de la canción «Changes» del disc jockey y productor discográfico británico Mala. La canción presenta un bajo extremadamente pesado y distorsionado, creando una sensación agresiva en toda la pista. Mientras que algunos criticaron la gran distorsión por ser una mala mezcla, Rojas, el productor, dijo que la mala mezcla y distorsión en la pista fue intencional para diferenciarla de otras canciones populares de hip hop en ese momento.

## Video musical
El vídeo musical de la canción fue lanzado el 12 de septiembre de 2017 en el canal de YouTube oficial de XXXTentacion. El video muestra tanto «Look at Me!» como «Riot», canción también del artista.

## Controversia
La canción recibió atención y controversia por primera vez a principios de 2017 cuando el rapero canadiense Drake usó un flujo de rap similar al de «Look at Me!» en una canción inédita. Provocó un aumento viral en la popularidad de la canción, así como en el propio Onfroy, mientras estaba encarcelado en ese momento. Drake lanzó la canción «KMT» con el rapero inglés Giggs en su mixtape comercial More Life, que se comercializó como una "lista de reproducción".
La canción recibió más controversia en septiembre de 2017, cuando se lanzó el video musical que mostraba a un niño blanco colgado en el escenario, además de otras representaciones variadas de asesinato y muerte. Aunque fuertemente criticado por los medios de comunicación conservadores, Onfroy aclaró a través de Instagram que el video debía tomarse en serio como una forma de arte, y que era una forma de valor de choque. Poco después, afirmó en un video que un miembro de Ku Klux Klan lo había amenazado por las representaciones de la canción.

## Posicionamiento en listas

### Semanales
| Lista (2017-18)                        | Mejor posición |
| -------------------------------------- | -------------- |
| Austria (Ö3 Austria Top 40)            | 64             |
| Canadá (Canadian Hot 100)              | 33             |
| Francia (SNEP)                         | 61             |
| Hungría (Rádiós Top 40)                | 35             |
| Irlanda (IRMA)                         | 61             |
| Italia (FIMI)                          | 98             |
| Países Bajos (Mega Single Top 100)     | 73             |
| Escocia (Scottish Singles Sales Chart) | 65             |
| Suecia (Sverigetopplistan)             | 79             |
| Suiza (Schweizer Hitparade)            | 50             |
| Reino Unido (UK Singles Chart)         | 95             |
| Estados Unidos (Billboard Hot 100)     | 34             |
| Estados Unidos (Hot R&B/Hip-Hop Songs) | 18             |

### Fin de año
| Lista (2017)                                        | Posición |
| --------------------------------------------------- | -------- |
| Estados Unidos US Billboard Hot 100                 | 99       |
| Estados Unidos US Hot R&B/Hip-Hop Songs (Billboard) | 47       |

## Certificaciones
| País                  | Certificación | Ventas |
| --------------------- | ------------- | ------ |
| Francia (SNEP)        | Oro           | 75 000 |
| Estados Unidos (RIAA) | Platino       | 1 000  |